# Jacqueline Barus-Michel
Jacqueline Barus-Michel, née à Bordeaux le 20 décembre 1932 et morte à Paris le 17 avril 2015, est psychosociologue, professeure en psychologie sociale à l'université Paris VII - Diderot.

## Parcours de formation
Jacqueline Barus-Michel fait ses études secondaires au lycée, à Bordeaux puis à Paris, au lycée Hélène-Boucher où elle passe son baccalauréat. Elle suit une classe de khâgne au lycée Fénelon à Paris, puis obtient une licence de psychologie à la Sorbonne.

## Parcours professionnel: psychosociologie et enseignement universitaire
Elle exerce à partir de 1955 à Tours, comme psychologue et psychothérapeute, au CHU d'Indre-et-Loire dans les services de psychiatrie, et pour les centres de sauvegarde de l'enfance, comme expert auprès du tribunal pour enfants et aux assises, tout en assurant des charges de cours en psychopathologie à l'université de Tours.
En 1968, elle obtient une charge de cours en psychologie sociale et psychologie clinique  à l'université Paris VII, puis elle est recrutée comme assistante et réalise une thèse de 3e cycle en 1970, intitulée Esquisse d'une phénoménologie sociale de la folie, sous la direction de Jean Duvignaud. Elle accède à la fonction de professeure des universités, après la soutenance de sa thèse d’État, Théorie de la pratique en psychologie sociale clinique, en 1983. Elle dirige le Laboratoire de psychologie clinique individuelle et sociale de Paris VII, à la suite de Claude Revault d'Allonnes. Elle conserve une pratique privée de psychosociologue (analyse de groupe, interventions, formations, Analyse des pratiques professionnelles, etc.). Elle rejoint ultérieurement le Laboratoire de changement social de l'université Paris VII - Diderot.

## Orientation de recherche
Ses travaux de recherche ont d'abord porté  sur l'analyse des institutions et des relations de pouvoir dans les entreprises tant qu'en institutions de soin ou de rééducation. Elle privilégie des points de vue épistémologiques, théoriques et méthodologiques, pour comprendre le sens des expériences sociales du sujet. Dans cette perspective, elle envisage le psychique et le social continuellement dans leur interdépendance. Jacqueline Barus-Michel s'inscrit dans un courant clinique d'inspiration psychanalytique, avec un souci d'interdisciplinarité, notamment par une prise en compte de diverses dimensions : politique, anthropologique, etc.

## Le CIRFIP
Jacqueline Barus-Michel est membre fondateur du CIRFIP, en 1993, aux côtés d'André Lévy, Eugène Enriquez, Gilles Amado, Florence Giust-Desprairies. Le CIRFIP publie la Revue internationale de psychosociologie à partir de 1994, puis en changeant d'éditeur, crée la Nouvelle Revue de psychosociologie en 2006. J. Barus-Michel dirige, dans le cadre du CIRFIP, avec Eugène Enriquez et André Lévy, l'édition du Vocabulaire de psychosociologie, en 2002 (11e éd. 2013). Elle devient également, avec Gilles Amado, corédactrice en chef de la Nouvelle Revue de psychosociologie.

## Publications

### Ouvrages
- L’Énergie du paradoxe. Paris, Desclée de Brouwer. 2013
- Désir, passion, érotisme. L'expérience de la jouissance. Toulouse, Erès, coll. « Sociologie clinique », 2009.
- Le politique entre les pulsions et la loi. Toulouse, Erès, coll. « Sociologie clinique », 2007.
- Souffrance, sens et croyance. L'effet thérapeutique. Toulouse, Erès, coll. « Sociologie clinique », 2004.
- Pouvoir : mythe et réalité. Paris, Klincksieck, coll. « Rencontres dialectiques », 1991.
- Le sujet social. Étude de psychologie sociale clinique, coll. Organisation et sciences humaines, Paris, Dunod, 1987.  (ISBN 2-04-016480-4)

### Codirection d'ouvrages
- Avec E. Enriquez et A. Lévy, Vocabulaire de Psychosociologie. Références et positions. Toulouse, Erès, 2002, 11e éd. 2013.
- Avec F. Giust-Desprairies et Luc Ridel, Crises. Approche psychosociale clinique, Paris, Desclée de Brouwer, coll. Reconnaissances, 1996.

### Articles
- «Approche clinique en sciences sociales, psychologie sociale et sociologies cliniques», Recherches en soins infirmiers, 59, 1999. En ligne
- «Une jouissance trop promise», Psychotropes, 16, 2008/2
- Entretien de J. Barus-Michel avec C. Tapia, «Pouvoir et violence dans la cité», Le Journal des psychologues, 255, 2008/2.
- «La démocratie dans tous ses états», Le Journal des psychologues, 247, 2007/4.
- «Le malheur et la réparation», Nouvelle revue de psychosociologie, 2, 2006/2, p. 21-32.
- « Hypothèses sur les processus de conversion », Cahiers de Psychologie politique, 15, juin 2009. En ligne.
- « Crise(s) », Cahiers de Psychologie politique, 14, janvier 2009 [lire en ligne].

### Chapitres d'ouvrages récents
- Un objet peut en cacher un autre In La recherche clinique en sciences sociales. Direction V. de Gaulejac, F. Giust-Desprairies, Ana Massa. Eres, 2013
- La crise comme objet de la psychologie sociale clinique In Psihosociologia crizei. Coordination et Préface J. Barus-Michel et A. Neculau. Bucarest, (Roumanie), 2011
- Une société sur écrans In Les tyrannies de la visibilité Direction N. Aubert et C. Haroche. Erès 2011.
- Entretien avec Jacqueline Barus-Michel. 11 septembre 2001 : pour une approche psycho-sociale des  crises In  Crises et facteur humain, Direction de T. Portal 2009
- Social et psychique, Que sont-ils l'un à l'autre ? Articulation ou interdépendance ? In Entre social et psychique : questions épistémologiques. Collection Changement Social, No 14.  L'Harmattan, 2009.
- Implication, significations et engagement In Sociologie clinique, enjeux théoriques et méthodologiques sous la direction de V. de Gaulejac, Fabienne Hanique, Pierre Roche. Erès, 2007.
- Lien de sentiment et amour du chef In Les sentiments et le politique sous la direction de Pierre Ansart et Claudine Haroche, L'Harmattan, 2007
- Psychologie des crises politiques In Crises et violences politiques. Petit traité de psychologie politique sous la direction d'Alexandre Dorna et de José Manuel Sabucedo. Editions In-Press, 2006.
- Petite rétrospective à prétention clinique In Histoires de vie et choix théoriques en sciences sociales. Parcours de femmes. L'Harmattan, 2005
- Les impasses psychosociales de la démocratie In La démocratie peut-elle survivre au XXIe siècle ? Psychologie politique de la démocratie, sous la direction de Alexandre Dorna et Patrice Georget. Editions In-Press, 2004
- L'hypermodernité, dépassement ou perversion de la modernité In L'Individu hypermoderne, sous la direction de Nicole Aubert. Erès, 2004
- Identité citoyenne, identité impossible ? In Constructions identitaires et dynamiques politiques. Lucy Baugnet (dir). P. I. E. Peter Lang, coll. Europe plurielle. 2003
- Crise et Identité In La violence politique, sous la direction de Max Pagès. Erès, 2003.